# Коптевы
Коптевы (Коптеевы) — древние русские дворянские роды, происходящих от дворянского рода Горины.
Опричником Ивана Грозного (1573) числился Нечай Коптеев.
В Гербовник внесены две фамилии Коптевых:
1. Коптевы, предки которых вёрстаны поместным окладом (1606) и внесены в VI часть дворянской родословной книги Костромской губернии. (Герб. Часть VIII. № 30).
2. Потомство Прокопия Григорьевича Коптева, писанного в списке детей боярских (1680) (Герб. Часть X. № 84)[1]. Этот род Коптевых внесён в VI часть родословной книги Курской губернии.

Третий ведет начало от воеводы на Алешне Даниила Коптева (1652—1653) и внесён в VI часть родословной книги Тульской губернии. Егорьевский уездный судья, коллежский асессор Григорий Андреевич Коптев внесён (07.12.1815) в III часть родословной книги Рязанской губернии.

## Описание гербов

#### Герб Коптевых 1785 г.
В Гербовнике Анисима Титовича Князева 1785 года имеется изображение двух печатей с гербами представителей рода Коптевых:
1. Герб Коптева: в серебряном поле щита, изображены стоящий на чёрной земле человек в синем одеянии, держащий в руках лук с натянутою тетивой и вложенной стрелою и целится в зеленоватую птицу с распростёртыми крыльями, сидящую на коричневом камне. Щит увенчан коронованным дворянским шлемом, без шейного клейнода. Цветовая гамма намёта не определена. На намёте изображены две птицы с распростёртыми крыльями, головою обращённые друг к другу.
2. Герб Коптева: в серебряном  поле щита, изображен коричневый барабан, а над ним серебряная звезда. Щит увенчан дворянским шлемом (дворянская корона на нём отсутствует), без шейного клейнода. Нашлемник: два знамени, между которыми изображены два тюльпана. Щитодержатели: два воина в чалмах и в накидках,  стоящие на фигурной виньетке[6].

#### Герб. Часть VIII. № 30.
Герб рода берущего начало в Костромской губернии внесён в VIII ч. Общего Гербовника (стр. 30) и имеет следующее описание: В щите, имеющем зелёное поле, изображён серебряный якорь, обращённый кольцом вниз (изм. польский герб Котвица). Щит увенчан шлемом с дворянской на нем короной и страусовыми перьями. Намёт на щите зелёный, подложен серебром.

#### Герб. Часть X. № 84.
Герб рода берущего начало в Курской губернии помещён в Общий Гербовник (ч. X, стр. 84) и имеет следующее описание: Щит разделён на 3 части, из коих в верхней пространной части, в золотом поле, изображено чёрное орлиное крыло и на нем серебряная шестиугольная звезда. Во 2-й части, в серебряном поле, якорь натурального цвета. В 3-й части, в голубом поле, выходящая из облак рука с подъятым вверх мечом, облачённая в серебряные латы (польский герб Малая Погоня). Щит увенчан шлемом с дворянской на нём короной и тремя страусовыми перьями. Намёт на щите серебряный, подложен голубым. Щитодержатели: два льва.

## Известные представители
- Коптев Дружина - подьячий старого двора (1627), отставлен (1628).
- Коптев Леонтий Третьякович - Тульский городовой дворянин (1627-1629).
- Коптев Матвей Семёнович - воевода в Крапивне (1646-1649), московский дворянин (1658-1668) (ум. 1669)
- Коптев Прокофий Семёнович - московский дворянин (1640-1658), воевода в Лебедяни (1648-1650) (ум. 1666).
- Коптев Данила - воевода в Алешне (1652-1653)[7].
- Коптев Прокофий - дьяк (1658).
- Коптев Никифор Андреевич - стряпчий (1658).
- Коптев Андрей Семёнович - московский дворянин (1658-1677) (ум. 1677)
- Коптев Нехороший Андреевич - московский дворянин (1658).
- Коптев Никифор Иванович - московский дворянин (1683).
- Коптевы: Савва Иванович, Иван Никифорович, Игнатий Тимофеевич, Даниил Евтропьевич, Иван и Андрей Игнатьевичи - стряпчие (1692).
- Коптевы: Тимофей Карпович и Григорий Петрович - московские дворяне (1692)[8].
- Коптев, Алексей Алексеевич (1779 или 1782 — после 1834) — русский поэт и прозаик;
- Коптев, Василий Иванович (ум 1888) — автор статей по коннозаводству;
- Коптев, Дмитрий Иванович (1820—1867) — русский поэт и переводчик;
- Коптев, Юрий Николаевич (род. 1940) — бывший Генеральный директор Роскосмоса.

## Родословная

### Коптевы (Костромская губерния)
- Коптев, Алексей Алексеевич (1779 или 1782 — после 1834) — русский поэт и прозаик;

### Коптевы (Тульская губерния)
- Коптев, Василий Иванович (ум 1888) — автор статей по коннозаводству;
- Коптев, Дмитрий Иванович (1820—1867) — русский поэт и переводчик;

### Коптевы (Рязанская губерния)

##### Первое колено
- Андрей Федотович Коптев — Секунд-майор.

##### Второе колено
- Николай Андреевич Коптев (1) — коллежский асессор.
- Григорий Андреевич Коптев (1) — Год рождения 1745.

Коллежский асессор. Егорьевский уездный судья.

За ним в 1815 состояли 3 души в д. Алексино Егорьевского уезда

7.12.1815 внесен в III ч. родовую книгу Рязанской губернии.

Жена: купеческая дочь Прасковья Степановна.

##### Третье колено
- Степан Григорьевич Коптев (3) — родился в 1780 г.

Титулярный советник. Коломенский уездный казначей (1879). Кавалер ордена Св. Владимира 4-й степени.

Жена: Екатерина Тимофеевна.
- Николай Григорьевич Коптев (3) — родился в 1790 году.

Марфа Григорьевна Коптева(3).
Родилась в 1795 году.

Муж: майор Прокофий Трофимович Цуканов (Р. 1776).

Наталья Григорьевна Коптева(3).
Умерла молодой до 1815.

Надежда Григорьевна Коптева(3).
Родилась в 1798 году.